# Кос Василь Васильович
Василь Васильович Кос (псевдо.: «Беркут»; 11 серпня 1919, с. Кальна, Долинський район, Івано-Франківська область — пом. 28 березня 1946, там же ж) — український військовик, вояк УПА, Лицар Бронзового хреста заслуги.

## Життєпис
Народився в с.Кальна Долинського повіту в родині місцевого греко-католицького священника. Навчався в Бучацькій духовній семінарії. 
Член ОУН, був провідником юнацтва ОУН Долинщини, згодом референт пропаганди Долинського надрайонного проводу ОУН (1944-03.1946). До його обов'язків належало керівництво друкарнями, де друкували листівки, оголошення, різні документи, звіти. 
Загинув під час прориву з оточення чекістсько-військової групи Вигодського РВ НКВС та підрозділу 215 полку внутрішніх військ НКВС. Похований на цвинтарі у рідному селі.

## Нагороди
Відзначений Бронзовим хреста заслуги УПА (16.07.1946).